# Federação de Voleibol das Seicheles
A Federação de Voleibol das Seicheles  (em inglêsːSeychelles Volleyball Federation, SVF) é  uma organização fundada em 1982 que governa a pratica de voleibol em Seicheles, sendo membro da Federação Internacional de Voleibol e da Confederação Africana de Voleibol, a entidade é responsável por  organizar  os campeonatos nacionais de  voleibol masculino e feminino no país.